# شنري
قرية شنري هي إحدى القرى التابعة لمركز الفشن في محافظة بني سويف في جمهورية مصر العربية. حسب إحصاءات سنة 2006، بلغ إجمالي السكان في شنرى 21177 نسمة، منهم 10557 رجل و10620 امرأة.